# 姜自騶
姜自驺（1850年—1908年），號芝眉，清朝政治人物、進士出身，姜自駒之弟。
同治十二年（1873年）拔貢。光緒元年（1875年）舉人，與姜自駒同榜。同年五月，改翰林院庶吉士。以知縣用，改授嘉應州訓導。光緒十二年，殿試二甲第二名進士，朝考一等第五十九名，授翰林院編修。后以奉養而辭職歸鄉，主講江濂溪書院 。